# 巴塔·日沃伊诺维奇
韦利米尔·「巴塔」·日沃伊诺维奇（1933年6月5日—2016年5月22日）是一位塞尔维亚（前南斯拉夫）演员、政治家。“巴塔”是他的艺名。

## 生平
日沃伊诺维奇出生在位于南斯拉夫王國首都贝尔格莱德附近城镇姆拉代諾瓦茨下辖的一个小山村里。在尼什和诺威萨的表演学校毕业之后，他进入了贝尔格莱德戏剧学院学习。
相比在银幕上表演，日沃伊诺维奇更青睐舞台上的演出。1955年他参演了第一部电影《库姆巴拉山上的歌声》（Pesma sa Kumbare）。在之后的演艺生涯中，他正反面主配角色都演。在1970年代他在一系列以第二次世界大战为题材的游击队电影中倍受瞩目，他也达到了他演艺生涯的巅峰。他主演的电影《瓦尔特保卫萨拉热窝》、《桥》、《夜袭机场》、《苏捷什卡战役》等电影在中国受到空前欢迎。一直到2010年代，他仍然在电影演出。
日沃伊诺维奇和他的老友克罗地亚演员鲍里斯·德沃尔尼克（电影《桥》中饰演爆破专家扎瓦多尼）的交往也广为人知。1991年他们二人发表了一系列公开信绝交。这也是南斯拉夫解體的代表性事件。2006年两人通过链接斯普利特和贝尔格莱德的视频链接在荧光屏上复合。日沃伊诺维奇说：“再过去的几年间我们之间并没有仇恨”，“只有误解”，德沃尼克补充说。
1990年，南斯拉夫实行多党制。斯洛博丹·米洛舍维奇将塞尔维亚共产主義者联盟改组为塞尔维亚社会党，日沃伊诺维奇成为第一批党员。他作为塞尔维亚社会党成员当选塞尔维亚议会议员，曾任塞尔维亚社会党副主席。他还是2002年塞尔维亚总统选举候选人，收到3.27%的全民投票。失败后2003年后退出政坛。

## 家庭
日沃伊诺维奇的妻子朱莉雅娜是一名舞蹈演员，两人育有一子一女。

## 疾病和去世
日沃伊诺维奇在2006年心脏病发作，之后做过两次心脏手术，手术后右脚生坏疽，并在其后三年间遭受坏疽病折磨。医生最初想施行截肢手术，但他去古巴找治疗过委内瑞拉总统乌戈·查韦斯的医生成功治愈了他的坏疽病。
2012年7月日沃伊诺维奇遭受了严重的中风，后被送往贝尔格莱德一家长于脑血管疾病的医院，住加护病房。出院之后无法独立行走，言语也有了障碍。
2016年5月6日为了阻止坏疽扩散右腿被紧急截肢，5月22日去世。

## 荣誉和获奖
在1965年、1967年和1972年沃伊诺维奇三次荣获南斯拉夫电影界的最高奖项：普拉电影节最佳男演员。1979年因电影《时刻》获得第11莫斯科国际电影节最佳男演员。1981年是第12届莫斯科国际电影节的评委。
1972年他获得贝尔格莱德市“十月奖”。1981年获得塞尔维亚的“7月7日奖”。